# Тої
Тої (Той, Тоу, Тау) (1-а пол. X ст. до н. е.) — 1-й відомий цар Хамату. Згадується в Книзі Самуїла (2 Сам. 8:9-10) і Першій книзі Хроніки (1.Хр. 18:9-10).

## Життєпис
Низка дослідників співвідносять його з палістінським царем Тайта. Втім встановлено, що той панував в XI ст. до н. е. В той же час свідчення про Тої (Тоя) відносять до часів панування юдейсько-ізраїльського царя Давида — початок X ст. до н. е. Напевне став першим царем Хамату, що відокремилося від царства Палістін, поклавши початок його занепаду.
Відомо про війну Тої проти Гадад-Езера, царя Арам-Цобаху, що відбулася десь напочатку 990-х років, в якій цар Хамату зазнав поразки й визнав зверхність арамеїв. В подальшому уклав союз з царем Давидом, відправивши до нього старшого сина Гадорама (Адорама) з подарунками. Близько 980 року до н. е. спільно з ізраїльтянами завдав рішучої поразки Гадад-Езеру, внаслідок чого Арамейське царство розпалося.
В подальшому зберігав союз з Давидом. Дата смерті невідома. Йому спадкував син Гадорам.